# Parepalpus similis
Parepalpus similis là một loài ruồi trong họ Tachinidae.